# Campeonato Europeo de Hockey sobre Hierba Masculino de 1991
El VI Campeonato Europeo de Hockey sobre Hierba Masculino se celebró en París (Francia), entre el 12 de junio y el 23 de junio de 1991, bajo la organización de la Federación Europea de Hockey (EHF) y la Federación Francesa de Hockey.

## Grupos
| Grupo A         | Grupo B    |
| --------------- | ---------- |
| Francia         | Alemania   |
| Italia          | Bélgica    |
| Países Bajos    | España     |
| Polonia         | Gales      |
| Suiza           | Inglaterra |
| Unión Soviética | Irlanda    |

## Fase preliminar

### Grupo A
| Equipo          | J | G | E | P | GF | GC | DG  | PTS |
| --------------- | - | - | - | - | -- | -- | --- | --- |
| Países Bajos    | 5 | 5 | 0 | 0 | 38 | 1  | +37 | 10  |
| Unión Soviética | 5 | 4 | 0 | 1 | 15 | 6  | +9  | 8   |
| Francia         | 5 | 3 | 0 | 2 | 8  | 12 | -4  | 6   |
| Polonia         | 5 | 1 | 1 | 3 | 7  | 18 | -11 | 3   |
| Suiza           | 5 | 0 | 2 | 3 | 8  | 23 | -15 | 2   |
| Italia          | 5 | 0 | 1 | 4 | 3  | 19 | -16 | 1   |

- Encuentros disputados

| Fecha    | Partido         | Partido | Partido         | Resultado |
| -------- | --------------- | ------- | --------------- | --------- |
| 12.06.91 | Países Bajos    | -       | Suiza           | 9 - 0     |
| 12.06.91 | Francia         | -       | Unión Soviética | 1 - 4     |
| 13.06.91 | Polonia         | -       | Italia          | 3 - 1     |
| 13.06.91 | Francia         | -       | Países Bajos    | 0 - 6     |
| 14.06.91 | Unión Soviética | -       | Polonia         | 2 - 0     |
| 14.06.91 | Suiza           | -       | Italia          | 2 - 2     |
| 15.06.91 | Unión Soviética | -       | Países Bajos    | 0 - 4     |
| 15.06.91 | Francia         | -       | Suiza           | 3 - 2     |
| 16.06.91 | Polonia         | -       | Países Bajos    | 1 - 10    |
| 16.06.91 | Francia         | -       | Italia          | 2 - 0     |
| 17.06.91 | Suiza           | -       | Unión Soviética | 1 - 6     |
| 18.06.91 | Suiza           | -       | Polonia         | 3 - 3     |
| 18.06.91 | Unión Soviética | -       | Italia          | 3 - 0     |
| 19.06.91 | Países Bajos    | -       | Italia          | 9 - 0     |
| 19.06.91 | Francia         | -       | Polonia         | 2 - 0     |

### Grupo B
| Equipo     | J | G | E | P | GF | GC | DG  | PTS |
| ---------- | - | - | - | - | -- | -- | --- | --- |
| Alemania   | 5 | 5 | 0 | 0 | 18 | 2  | +16 | 10  |
| Inglaterra | 5 | 4 | 0 | 1 | 12 | 5  | +7  | 8   |
| España     | 5 | 2 | 0 | 3 | 10 | 10 | 0   | 4   |
| Irlanda    | 5 | 2 | 0 | 3 | 8  | 10 | -2  | 4   |
| Bélgica    | 5 | 2 | 0 | 3 | 7  | 13 | -6  | 4   |
| Gales      | 5 | 0 | 0 | 5 | 6  | 21 | -15 | 0   |

- Encuentros disputados

| Fecha    | Partido    | Partido | Partido    | Resultado |
| -------- | ---------- | ------- | ---------- | --------- |
| 12.06.91 | Gales      | -       | Inglaterra | 1 - 3     |
| 12.06.91 | Irlanda    | -       | España     | 3 - 1     |
| 13.06.91 | Bélgica    | -       | Alemania   | 0 - 4     |
| 13.06.91 | Inglaterra | -       | Irlanda    | 3 - 1     |
| 14.06.91 | Bélgica    | -       | España     | 2 - 3     |
| 14.06.91 | Gales      | -       | Alemania   | 0 - 6     |
| 15.06.91 | España     | -       | Inglaterra | 0 - 1     |
| 15.06.91 | Irlanda    | -       | Gales      | 3 - 1     |
| 16.06.91 | Inglaterra | -       | Bélgica    | 3 - 0     |
| 16.06.91 | Irlanda    | -       | Alemania   | 0 - 3     |
| 17.06.91 | España     | -       | Gales      | 6 - 2     |
| 18.06.91 | Gales      | -       | Bélgica    | 2 - 3     |
| 18.06.91 | España     | -       | Alemania   | 0 - 2     |
| 19.06.91 | Irlanda    | -       | Bélgica    | 1 - 2     |
| 19.06.91 | Inglaterra | -       | Alemania   | 2 - 3     |

## Fase final
|  | Semifinales     | Semifinales   |   |               | Final           | Final |  |
|  |                 |               |   |               |                 |       |  |
|  |                 |               |   |               |                 |       |  |
|  | 22 / 6 / 1991   |               |   |               |                 |       |  |
|  | Países Bajos    | 2             |   |               |                 |       |  |
|  | Inglaterra      | 1             |   |               |                 |       |  |
|  |                 |               |   |               |                 |       |  |
|  |                 |               |   |               | 23 / 6 / 1991   |       |  |
|  |                 |               |   |               | Países Bajos    | 1     |  |
|  |                 | Alemania      | 3 |               |                 |       |  |
|  |                 |               |   |               |                 |       |  |
|  |                 |               |   |               |                 |       |  |
|  |                 |               |   |               | Tercer lugar    |       |  |
|  | 22 / 6 / 1991   | 22 / 6 / 1991 |   | 23 / 6 / 1991 | 23 / 6 / 1991   |       |  |
|  | Alemania        | 5             |   | Inglaterra    | 1               |       |  |
|  | Unión Soviética | 2             |   |               | Unión Soviética | 2     |  |

### Puestos 9.º a 12.º
| Fecha    | Partido | Partido | Partido | Resultado |
| -------- | ------- | ------- | ------- | --------- |
| ??.06.91 | Suiza   | -       | Gales   | 0- 2      |
| ??.06.91 | Bélgica | -       | Italia  | 4 - 3     |

### Puestos 5.º a 8.º
| Fecha    | Partido | Partido | Partido | Resultado         |
| -------- | ------- | ------- | ------- | ----------------- |
| 22.06.91 | Francia | -       | Irlanda | 2-2 5-4 (t. pen.) |
| 22.06.91 | España  | -       | Polonia | 3-1               |

### Semifinales
| Fecha    | Partido      | Partido | Partido         | Resultado |
| -------- | ------------ | ------- | --------------- | --------- |
| 22.06.91 | Países Bajos | -       | Inglaterra      | 2-1       |
| 22.06.91 | Alemania     | -       | Unión Soviética | 5-2       |

### Undécimo Puesto
| Fecha    | Partido | Partido | Partido | Resultado         |
| -------- | ------- | ------- | ------- | ----------------- |
| ??.06.91 | Suiza   | -       | Italia  | 1-1 2-1 (t. pen.) |

### Noveno Puesto
| Fecha    | Partido | Partido | Partido | Resultado |
| -------- | ------- | ------- | ------- | --------- |
| ??.06.91 | Gales   | -       | Bélgica | 1-3       |

### Séptimo Puesto
| Fecha    | Partido | Partido | Partido | Resultado |
| -------- | ------- | ------- | ------- | --------- |
| 23.06.91 | Irlanda | -       | Polonia | 4-0       |

### Quinto Puesto
| Fecha    | Partido | Partido | Partido | Resultado |
| -------- | ------- | ------- | ------- | --------- |
| 23.06.91 | Francia | -       | España  | 0-1       |

### Tercer Puesto
| Fecha    | Partido    | Partido | Partido         | Resultado         |
| -------- | ---------- | ------- | --------------- | ----------------- |
| 23.06.91 | Inglaterra | -       | Unión Soviética | 1-1 2-1 (t. pen.) |

### Final
| Fecha    | Partido      | Partido | Partido  | Resultado |
| -------- | ------------ | ------- | -------- | --------- |
| 23.06.91 | Países Bajos | -       | Alemania | 1-3       |

## Medallero
|          |              |            |
| Alemania | Países Bajos | Inglaterra |

## Estadísticas

### Clasificación general
| 1. Alemania        |
| 2. Países Bajos    |
| 3. Inglaterra      |
| 4. Unión Soviética |
| 5. España          |
| 6. Francia         |
| 7. Irlanda         |
| 8. Polonia         |
| 9. Bélgica         |
| 10. Gales          |
| 11. Suiza          |
| 12. Italia         |

### Máximos goleadores
| Jugador               | Selección    | Goles |
| --------------------- | ------------ | ----- |
| Floris Jan Bovelander | Países Bajos | 17    |
| Carsten Fischer       | Alemania     | 12    |
| Gijs Weterings        | Países Bajos | 9     |